# Coupe du monde féminine de roller derby 2018
Pour les articles homonymes, voir Coupe du monde de roller derby.
Navigation
Édition précédente
La Coupe du monde de roller derby 2018 est le troisième tournoi international de roller derby sur piste plate pour équipe féminine. Elle devait initialement se tenir en 2017, mais se joue finalement du 1er au 4 février 2018 dans la ville de Manchester au Royaume-Uni. La Coupe est jouée dans la salle habituelle de l'équipe Rainy City Roller Derby. Les États-Unis remportent la finale contre l'Australie sur le score de 187 à 146 ; elles remportent ainsi leur troisième Coupe.

## Format de la compétition
Les équipes jouent un premier tour afin d'établir un classement provisoire sur la première journée. Lors de ce premier jour, les matchs ne durent que 30 minutes au lieu des 60 habituelles. Un nouveau classement est établi à l'issue de la troisième série de rencontres. La dernière journée voir une phase éliminatoire des 8 meilleures nations ainsi qu'un match supplémentaire de classement pour les équipes suivantes.
38 équipes participent au tournoi :
- Afrique du Sud
- Allemagne
- Angleterre
- Antilles
- Argentine
- Australie
- Autriche
- Belgique
- Brésil
- Canada
- Corée
- Costa Rica
- Danemark
- Écosse
- Espagne
- États-Unis
- Finlande
- France
- Grèce
- Peuples indigènes
- Iran
- Irlande
- Islande
- Italie
- Japon
- Mexique
- Norvège
- Nouvelle-Zélande
- Pays-Bas
- Pays de Galles
- Philippines
- Pologne
- Portugal
- République tchèque
- Roumanie
- Russie
- Suède
- Suisse

## Résultats

### Première série de rencontres, le tour bleu
- Peuples indigènes 67–91 Italie
- Iran 67–104 Suisse
- Mexique 245–6 Roumanie
- Autriche 79–77 Russie
- Canada 199–34 Pays de Galles
- Finlande 131–53 Allemagne
- Espagne 120–43 Brésil
- Danemark 117–52 Portugal
- France 47–166 États-Unis
- Écosse 83–124 Nouvelle-Zélande
- Grèce 87–76 Afrique du Sud
- Belgique 6–180 Argentine
- Angleterre 201–144 Corée
- Pays-Bas 82–79 Irlande
- Antilles 11–238 Suède
- Philippines 108–43 République tchèque
- Australie 259–10 Norvège
- Japon 53–102 Pologne
- Costa Rica 36–141 Islande

### Deuxième série de rencontres, le tour rose
- Italie 114–30 Iran
- Suisse 30–153 Mexique
- Roumanie 41–149 Autriche
- Pays de Galles 54–185 France
- Brésil 89–80 Danemark
- Russie 0–291 Canada
- Portugal 19–231 Finlande
- Allemagne 95–77 Écosse
- Nouvelle-Zélande 189–59 Grèce
- États-Unis 190–15 Espagne
- Corée 62–108 Belgique
- Argentine 233–10 Pays-Bas
- Suède 150–15 Philippines
- Afrique du Sud 0–283 Angleterre
- République tchèque 53–106 Japon
- Norvège 90–116 Antilles
- Pologne 287–28 Costa Rica
- Irelande 6–238 Australie
- Islande 13–173 Peuples indigènes

### Troisième série de rencontres, le tour jaune
- Argentine 32–139 Australie
- Peuples indigènes 107–140 Pays-Bas
- Brésil 177–152 Iran
- Corée 154–285 Irlande
- Canada 254–155 France
- Antilles 185–92 Pologne
- Norvège 32–417 Finlande
- Japon 175–220 Suisse
- Philippines 138–225 Espagne
- République tchèque 99–610 Allemagne
- Belgique 280–111 Italie
- Roumanie 186–210 Afrique du Sud
- Angleterre 308–21 Mexique
- Islande 13–604 Écosse
- Pays de Galles 21–469 États-Unis
- Suède 635–6 Russie
- Costa Rica 112–501 Grèce
- Nouvelle-Zélande 268–83 Danemark
- Portugal 182–102 Autriche

### Quatrième série de rencontres, le tour vert
- Pays-Bas 183–201 Brésil
- États-Unis 361–49 Argentine
- Iran 258–160 Corée
- Autriche 6–591 Angleterre
- Écosse 235–250 Pays de Galles
- Irlande 287–84 Antilles
- Pologne 131–285 Norvège
- Australie 331–62 Suède
- Finlande 465–18 Japon
- Suisse 121–151 Philippines
- Espagne 476–41 République tchèque
- Grèce 7–795 Canada
- Allemagne 218–139 Belgique
- Italie 381–35 Islande
- Danemark 225–134 Peuples indigènes
- Russie 232–116 Roumanie
- France 395–59 Portugal
- Mexique 70–225 Nouvelle-Zélande
- Afrique du Sud 112–45 Costa Rica

## Phase finale
|  | Quarts de finale | Quarts de finale |           |            | Demi-finales           | Demi-finales |  |  | Finale | Finale |
|  | Quarts de finale | Quarts de finale |           |            | Demi-finales           | Demi-finales |  |  | Finale | Finale |
|  |                  |                  |           |            |                        |              |  |  |        |        |
|  |                  |                  |           |            |                        |              |  |  |        |        |
|  |                  |                  |           |            |                        |              |  |  |        |        |
|  | Australie        | 238              |           |            |                        |              |  |  |        |        |
|  | Australie        | 238              |           |            |                        |              |  |  |        |        |
|  | France           | 47               |           |            |                        |              |  |  |        |        |
|  | France           | 47               | Australie | 222        |                        |              |  |  |        |        |
|  |                  |                  | Australie | 222        |                        |              |  |  |        |        |
|  |                  | Angleterre       | 106       |            |                        |              |  |  |        |        |
|  | Angleterre       | Angleterre       | 106       | 205        |                        |              |  |  |        |        |
|  | Angleterre       |                  |           | 205        |                        |              |  |  |        |        |
|  | Suède            | 134              |           |            |                        |              |  |  |        |        |
|  | Suède            | 134              | Australie | 146        |                        |              |  |  |        |        |
|  |                  |                  | Australie | 146        |                        |              |  |  |        |        |
|  |                  | États-Unis       | 187       |            |                        |              |  |  |        |        |
|  | Canada           | États-Unis       | 187       | 254        |                        |              |  |  |        |        |
|  | Canada           |                  |           | 254        |                        |              |  |  |        |        |
|  | Argentine        | 70               |           |            |                        |              |  |  |        |        |
|  | Argentine        | 70               | Canada    | 62         |                        |              |  |  |        |        |
|  |                  |                  | Canada    | 62         | Match pour la 3e place |              |  |  |        |        |
|  |                  | États-Unis       | 274       |            |                        |              |  |  |        |        |
|  | États-Unis       | États-Unis       | 274       | 309        |                        |              |  |  |        |        |
|  | États-Unis       |                  |           | 309        |                        |              |  |  |        |        |
|  | Finlande         | 34               |           | Angleterre | 147                    |              |  |  |        |        |
|  | Finlande         | 34               |           | Angleterre | 147                    |              |  |  |        |        |
|  |                  |                  |           |            |                        |              |  |  | Canada | 173    |
|  |                  |                  |           |            |                        |              |  |  | Canada | 173    |

|  | Consolante | Consolante |                |     | Cinquième place | Cinquième place |
|  | Consolante | Consolante |                |     | Cinquième place | Cinquième place |
|  |            |            |                |     |                 |                 |
|  |            |            |                |     |                 |                 |
|  |            |            |                |     |                 |                 |
|  | France     | 130        |                |     |                 |                 |
|  | France     | 130        |                |     |                 |                 |
|  | Suède      | 104        |                |     |                 |                 |
|  | Suède      | 104        | France         | 114 |                 |                 |
|  |            |            | France         | 114 |                 |                 |
|  |            | Finlande   | 143            |     |                 |                 |
|  | Argentine  | Finlande   | 143            | 127 |                 |                 |
|  | Argentine  |            |                | 127 |                 |                 |
|  | Finlande   | 141        |                |     |                 |                 |
|  | Finlande   | 141        | Septième place |     |                 |                 |
|  |            |            |                |     |                 |                 |
|  |            |            |                |     |                 |                 |
|  |            |            |                |     |                 |                 |
|  | Suède      | 197        |                |     |                 |                 |
|  | Suède      | 197        |                |     |                 |                 |
|  | Argentine  | 148        |                |     |                 |                 |
|  | Argentine  | 148        |                |     |                 |                 |

### Classements finaux
| #                                           | Équipe             | PJ | V | D | PI   | PC   | Diff  |
| ------------------------------------------- | ------------------ | -- | - | - | ---- | ---- | ----- |
| 1                                           | États-Unis         | 7  | 7 | 0 | 1956 | 374  | +1582 |
| 2                                           | Australie          | 7  | 6 | 1 | 1573 | 450  | +1123 |
| 3                                           | Canada             | 7  | 6 | 1 | 2028 | 687  | +1341 |
| 4                                           | Angleterre         | 7  | 5 | 2 | 1841 | 700  | +1141 |
| 5                                           | Finlande           | 7  | 6 | 1 | 1562 | 672  | +890  |
| 6                                           | France             | 7  | 3 | 4 | 1073 | 1018 | +55   |
| 7                                           | Suède              | 7  | 4 | 3 | 1520 | 846  | +674  |
| 8                                           | Argentine          | 7  | 2 | 5 | 839  | 1108 | -269  |
| Matchs de classements                       |                    |    |   |   |      |      |       |
| 9                                           | Espagne            | 5  | 4 | 1 | 985  | 528  | +457  |
| 10                                          | Nouvelle Zélande   | 5  | 4 | 1 | 922  | 444  | +478  |
| 11                                          | Pays de Galles     | 5  | 2 | 3 | 550  | 1250 | -700  |
| 12                                          | Écosse             | 5  | 1 | 4 | 1161 | 673  | +488  |
| 13                                          | Allemagne          | 5  | 4 | 1 | 1119 | 554  | +565  |
| 14                                          | Irlande            | 5  | 2 | 3 | 765  | 701  | +64   |
| 15                                          | Mexique            | 5  | 3 | 2 | 664  | 689  | -25   |
| 16                                          | Belgique           | 5  | 2 | 3 | 653  | 746  | -93   |
| Équipes éliminées lors de la première phase |                    |    |   |   |      |      |       |
| 17                                          | Philippines        | 4  | 2 | 2 | 412  | 539  | -127  |
| 18                                          | Danemark           | 4  | 2 | 2 | 505  | 543  | -38   |
| 19                                          | Brésil             | 4  | 3 | 1 | 510  | 535  | -25   |
| 20                                          | Norvège            | 4  | 1 | 3 | 417  | 923  | -506  |
| 21                                          | Pays-Bas           | 4  | 2 | 2 | 415  | 620  | -205  |
| 22                                          | Corée du Sud       | 4  | 0 | 4 | 520  | 852  | -332  |
| 23                                          | Italie             | 4  | 3 | 1 | 697  | 412  | +285  |
| 24                                          | Iran               | 4  | 1 | 3 | 507  | 555  | -48   |
| 25                                          | Antilles           | 4  | 2 | 2 | 396  | 707  | -311  |
| 26                                          | Portugal           | 4  | 1 | 3 | 312  | 845  | -533  |
| 27                                          | Peuples indigènes  | 4  | 1 | 3 | 481  | 469  | +12   |
| 28                                          | Suisse             | 4  | 2 | 2 | 475  | 546  | -71   |
| 29                                          | Pologne            | 4  | 2 | 2 | 612  | 551  | +61   |
| 30                                          | Japon              | 4  | 1 | 3 | 352  | 840  | -488  |
| 31                                          | République tchèque | 4  | 0 | 4 | 236  | 1300 | -1064 |
| 32                                          | Autriche           | 4  | 2 | 2 | 336  | 891  | -555  |
| 33                                          | Grêce              | 4  | 2 | 2 | 654  | 1172 | -518  |
| 34                                          | Russie             | 4  | 1 | 3 | 315  | 1121 | -806  |
| 35                                          | Afrique du Sud     | 4  | 2 | 2 | 398  | 601  | -203  |
| 36                                          | Islande            | 4  | 1 | 3 | 202  | 1194 | -992  |
| 37                                          | Roumanie           | 4  | 0 | 4 | 349  | 836  | -487  |
| 38                                          | Costa Rica         | 4  | 0 | 4 | 221  | 1041 | -820  |